# Cày (trò chơi điện tử)
Trong văn hoá trò chơi điện tử, cày (tiếng Anh: grinding) là một thuật ngữ chỉ việc lặp đi lặp lại một hành động hoặc một chuỗi hành động, bao gồm cả những nhiệm vụ không giống nhau ở một độ khó nhất định. Hoạt động này thường được thực hiện trong một khoảng thời gian dài nhằm đạt được kết quả mong muốn như tích lũy điểm kinh nghiệm, thu nhập vật phẩm và tiền tệ trong trò chơi hoặc để cải thiện chỉ số của nhân vật. Hành động cày đặc biệt phổ biến trong MMORPG.
Một số cụm từ đồng nghĩa với cày bao gồm treadmilling (chạy trên máy chạy bộ), so sánh với việc tập luyện bằng máy chạy bộ, hoặc ít phổ biến hơn là pushing the bar (chống đẩy trên xà). Một thuật ngữ khác là farming (thu lượm), bắt nguồn từ việc canh tác nông trại, trong đó người chơi thực hiện các hoạt động lặp lại để nhận thêm vật phẩm.

## Động lực
Người chơi thường được thúc đẩy tham gia hoạt động cày bởi mong muốn nhận phần thưởng, thu nhập tài nguyên hoặc tăng cấp độ của họ. Mặt khác, một số người có thể cảm thấy thư giãn khi thực hiện những nhiệm vụ lặp lại, đặc biệt khi những nhiệm vụ đó luôn mang lại kết quả tích cực.
Cày thường là một trong những hoạt động cần làm trong MMORPG và thường được triển khai bằng các hệ thống tiến trình. Những hệ thống này khác nhau tuỳ từng trò chơi nhưng thường đi kèm các hình thức phân bổ điểm thưởng.

## Cách tiếp cận

### Cày bình thường
Trong nhiều trò chơi, cày là một phần không thể thiếu trong lối chơi và là cần thiết nếu người chơi muốn đạt được tiến độ đáng kể. Ở một số trường hợp, tiến trình trong trò chơi có thể bị dừng hoàn toàn nếu người chơi không cày đủ, ví dụ như một khu vực cần thiết cho cốt truyện có thể bị khóa cho đến khi một hành động nào đó được lặp lại đủ một số lần nhất định để người chơi đã có đủ kinh nghiệm. Các ví dụ về trò chơi có yếu tố cày bao gồm:
RuneScape yêu cầu người chơi tham gia vào một số nhiệm vụ để nâng cấp kỹ năng. Một ví dụ là kỹ năng "Slayer" yêu cầu người chơi tiêu diệt một số lượng nhất định các sinh vật được chỉ định. Các loại quái được lựa chọn dựa trên cấp độ chiến đấu hiện tại của người chơi. Người chơi nhận kinh nghiệm khi chiến đấu với quái vật, giúp tăng cấp độ của "Slayer" và các kỹ năng chiến đấu khác. Vì việc này lặp lại và tốn thời gian nên nó được xem là một hình thức "cày".
Borderlands 2 yêu cầu người chơi giết một số loại kẻ địch nhiều lần để có được vật phẩm Legendary. Các vật phẩm Legendary không được đảm bảo sẽ rơi ra ngay lần đầu tiên, vì thế để lấy được vật phẩm mong muốn người chơi có thể sẽ phải đấu với địch nhiều lần.
Minecraft cho phép người chơi thu thập nguyên vật liệu bằng cách khám phá hang động, mặt đất và nhiều cách khác. Tuy vậy, một số nguyên vật liệu sẽ khó tìm hơn, ví dụ như kim cương hoặc netherite. Chiến lược phổ biến nhất để tìm những nguyên vật liệu này là sở hữu công cụ nhanh nhất có thể, đó có thể là cúp, xẻng và rìu bằng kim cương hoặc netherite (tuỳ thuộc vào nguyên liệu mà người chơi muốn cày), sau đó cường hoá với Hiệu suất V và sử dụng cùng với đèn hiệu Haste. Với sự kết hợp này, những loại khối thường gặp có thể được đào ngay lập tức, giảm lượng lớn thời gian để tìm các vật liệu hiếm.

### Phần thưởng cấp cao
The Lord of the Rings Online có một "hệ thống danh hiệu" trao cho người chơi các danh hiệu đặc biệt và nhiều khi là những khả năng mới sau khi tiêu diệt lượng lớn một số loại địch. Điều này giúp công sức bỏ ra để cày trở nên xứng đáng vì người chơi sẽ hưởng lợi từ điểm kinh nghiệm bổ sung và khoe danh hiệu mà họ nhận được với người chơi khác. Một ví dụ là giết một số lượng lớn Warg sẽ mang lại cho người chơi danh hiệu "Warg-Slayer". Tiêu diệt nhiều Warg hơn sẽ mở ra những danh hiệu cao cấp hơn như "Ward Foe". Hệ thống này cũng xuất hiện trong City of Heroes / City of Villains, trong đó danh hiệu được gọi là "huy hiệu".
Final Fantasy XII có hiệu ứng "Chain" được kích hoạt khi người chơi liên tục giết một loại quái; làm vậy sẽ tăng số Chain và tăng chất lượng vật phẩm rơi ra khi tiêu diệt kẻ địch. Với số chuỗi giết tối đa là 999, Chain chỉ có thể bị phá bằng cách giết loại quái khác hoặc rời khỏi khu vực.
Warframe sở hữu một trong những hình thức cày thuần tuý nhất nhưng cũng theo một hướng khá sáng tạo. Các bộ phận của mỗi Warframe được thu thập theo cách khác nhau – hầu hết rơi ra từ các trận chiến với trùm trong trò chơi, số khác có thể được mua ở Dojo của Clan rất dễ dàng, trong khi đó một số bộ phận có tỷ lệ rơi khi người chơi dành đủ thời gian trong các chế độ chơi nhất định. Warframe cũng hỗ trợ các nhiệm vụ "vô tận" và "giới hạn", trong đó nhiệm vụ "giới hạn" có các mục tiêu cụ thể, như bắt giữ mục tiêu VIP để thẩm vấn, trong khi nhiệm vụ "vô tận" có thể chơi lại đến vô tận, ví dụ như bảo vệ một thiết bị trọng yếu hoặc chặn và giải mã thông tin của kẻ địch. Các nhiệm vụ vô tận sử dụng một hệ thống xoay vòng, với ba "Drop Table" khác nhau. Quy luật chung của các nhiệm vô tận là AABC, nghĩa là ở vòng 1 và 2, vật phẩm người chơi nhận được sẽ lấy từ Drop Table A, vòng 3 từ Drop Table B, và vòng 4 là từ Drop Table C. Chu kỳ bốn vòng này sẽ lặp lại đến khi người chơi ngừng nhiệm vụ. Nhiệm vụ "giới hạn" hoạt động theo hai cách: Thứ nhất, các nhiệm vụ như bắt giữ kẻ địch sẽ có một bảng rơi đồ duy nhất và có thể rút ngẫu nhiên một vật phẩm từ đó mỗi lần, với tỷ lệ nhất định cho mỗi vật phẩm. Những nhiệm vụ gồm nhiều mục tiêu hơn như thâm nhập ba "Data Vault" sẽ có nhiều bảng rơi đồ với một cho mỗi mục tiêu. Hoàn thành nhiều mục tiêu "giới hạn" hơn sẽ mở ra cơ hội có vật phẩm hiếm trong bảng rơi đồ cuối.

### Phần thưởng giới hạn
Guild Wars hạn chế hoạt động cày nhờ cấp độ tối đa rất thấp (20) trong trò chơi. Trang bị với chỉ số tối đa có thể dễ dàng có được ở cấp độ cuối. Người chơi vẫn có tăng sức mạnh bằng cách mở khoá các kỹ năng mới để tạo ra những sự kết hợp đa dạng hơn, họ cũng có thể thu nhập điểm cho các danh hiệu để cải thiện một số kỹ năng chỉ có thể sử dụng trong PvE. Thiết kế của trò chơi sẽ gây khó khăn ngay cả với những người chơi đã đạt cấp độ tối đa và có những trang bị tốt nhất, nhưng không tạo khoảng cách lớn giữa người chơi hardcore và người chơi bình thường để hai nhóm có thể trải nghiệm những thử thách giống nhau.
Vượt qua giới hạn cấp độ sẽ mang lại phần thưởng dưới dạng token và tiền tệ trong trò chơi, góp phần mở ra những vật trang trí hiếm và có hiệu ứng hình ảnh đẹp hơn cho avatar của người chơi, so với những bộ phụ kiện dễ kiếm hơn. Do đó, trọng tâm lúc cuối game thường hướng đến việc hợp tác hiệu quả với người chơi khác và cách người chơi tiếp cận vấn đề, thay vì những con số thu được trong quá trình chơi.

### CàyAFK/ thụ động
Eve Online không yêu cầu phải chơi liên tục để nâng kỹ năng của nhân vật. Các nhân vật được kết nối với máy tính của tàu và có tốc độ huấn luyện dựa trên thuộc tính của họ. Quá trình huấn luyện diễn ra liên tục dù người chơi có đăng nhập hay không, thêm vào đó người chơi có thể tăng thuộc tính để giảm thời gian huấn luyện. Một số kỹ năng cao cấp có thể mất tới một tháng hoặc hơn để lên cấp. Người chơi thường phải cày ISK (tiền), khoáng sản, và chỗ đứng với phe NPC. Tuy nhiên, liên minh CODE trong game phản kháng hành động cày bằng cách tấn công hoặc gank bất kỳ ai bị nghi ngờ đang cày "bất hợp pháp".
Minecraft cho phép tạo ra các công trình gọi là máy cày mob giúp tự động hoá quá trình tiêu diệt quái vật. Việc này thường được thực hiện bằng cách gom quái lại sử dụng dòng nước chảy và cho rơi từ trên cao ở cuối dòng để kết liễu chúng. Sau khi được xây dựng, việc chiến đấu hoặc làm việc để lấy đồ rơi từ mob không còn cần thiết nữa vì máy cày mob sẽ tạo ra chúng một cách thụ động. Người chơi cũng có thể xây dựng các trang trại AFK (away from keyboard) để hỗ trợ câu cá, trồng các loại cây như mía hoặc thậm chí tạo ra các khối rêu. Sử dụng redstone và mẹo 'đúp TNT ', người chơi có thể tạo ra một "cỗ máy dọn thế giới", một thiết bị có khả năng nhân bản TNT để giải phóng mặt bằng một khoản không gian rộng lớn mà không cần đến sự can thiệp của người chơi.
Black Desert Online định nghĩa việc cày theo một trong những cách đơn giản nhất, theo đó các phương pháp kiếm tiền sẽ là qua các "kỹ năng sống" như nấu ăn hoặc chiến đấu để giết quái vật. Trong một phiên nấu ăn, một món sẽ được nấu đi nấu lại hàng trăm thậm chí hàng ngàn lần trong vài giờ. Việc này hoàn toàn có thể thực hiện thụ động với hiệu quả thấp hơn, phù hợp với người chơi có ít thời gian định kỳ để chăm chút cho nhân vật của họ. Việc nấu ăn cũng có thể được thực hiện theo cách chủ động hơn, người chơi có thể nấu liên tục trong thời gian ít nhất là tám phút trước khi bếp nấu (còn gọi là đồ dùng trong trò chơi) cạn kiệt, thời gian này phụ thuộc vào dụng cụ, thiết bị và buff tiêu thụ được sử dụng.
Grand Theft Auto Online có các hình thức doang nghiệp thụ động tự động sản xuất các loại hàng hoá khác nhau mà sau đó có thể bán và kiếm lợi nhuận. Người chơi chỉ cần bổ sung nguồn cung cho doanh nghiệp và thực hiện nhiệm vụ bán hàng sau khi hoàn tất sản xuất. Một ngoại lệ là "Hộp đêm" có thể sản xuất hàng hóa mà không cần bổ sung nguồn cung. Mặc dù trò chơi sẽ buộc người chơi thoát ra nếu họ ở trạng thái AFK quá 15 phút nhưng vẫn có nhiều phương pháp để lách qua cơ chế này. Các bản cập nhật bổ sung sau này của trò chơi thêm vào các cuộc đột kích của cảnh sát sau nhiều phiên AFK dài.

### Đảm bảo tốn ít thời gian hơn
World of Warcraft có các hầm ngục (dungeon) có thể chơi theo từng phân đoạn, cho phép người chơi tham gia trò chơi trong một khoảng thời gian ngắn hơn. Điều này tạo điều kiện cho những người không thể bỏ ra nhiều giờ liên tục để chơi có thể hoàn thành chúng. Trò chơi cũng có một "hệ thống nghỉ ngơi" giúp tăng tỷ lệ nhận kinh nghiệm cho người chơi bình thường dựa trên thời gian đã dành cho trò chơi. Các hệ thống tương tự cũng có mặt trong những trò chơi khác, bao gồm Lord of the Rings Online và City of Heroes.

### Khác
MapleStory có một nhiệm vụ nhóm gọi là Dojo PQ, có thể được hoàn thành cùng với người chơi khác hoặc một mình. Nhiệm vụ này có sẵn với tất cả người chơi có cấp độ 25 trở lên. Về cơ bản nó là một thể loại quét boss trong đó người chơi đơn hoặc một nhóm người chơi sẽ liên chiến đấu với từng con boss một, liên tiếp nhau. Đánh bại tất cả boss sẽ cho người chơi điểm Dojo mà khi tích số lượng lớn có thể dùng để đổi lấy trang bị giúp tăng chỉ số cho nhân vật của họ. Người chơi cũng có thể nhận được danh hiệu kéo dài 24 giờ khi họ đánh bại một boss nhất định 100 lần.

### Trò nhại lại
Tính lặp lại của việc cày đã tạo cơ sở cho sự ra đời những trò chơi rảnh tay thuở sơ khai, chẳng hạn như Ayumilove's HackerQuest V1 (2008), trong đó một con bot sẽ tự động cày lấy vật phẩm và né các GM (Game Master) trong Maple Story, một MMORPG nổi tiếng từ Hàn Quốc.

## Chỉ trích
Cày là một chủ đề gây tranh cãi giữa những người chơi điện tử. Một số coi cày là kết quả của cách thiết kế trò chơi tệ hại, trong khi số khác cho rằng nó là một tính năng sẵn có trong tất cả trò chơi điện tử.
Một lời phê bình khác đối với nguyên lý tăng cấp và hướng tiếp tận tạo sân chơi theo cấp độ là nó cho phép người chơi né tránh các thử thách mang tính chiến lược và đòi hỏi sự sáng tạo mà thường phải đối mặt khi chiến đấu với đối thủ mạnh. Bằng cách dành phần lớn thời gian để đấu với các nhân vật dễ đánh bại (một chiến thuật được gọi là bottom feeding – săn mồi cấp thấp), người chơi có thể tăng cấp để dễ dàng đánh bại những kẻ địch khó nhằn hơn.
Để giải quyết vấn đề của hoạt động cày, E. McNeill đề xuất rằng "con đường hiệu quả nhất dẫn tới chiến thắng cũng nên là con đường thú vị nhất". Chẳng hạn, các nhiệm vụ thách thức luôn nên mang lại phần thưởng tốt hơn các nhiệm vụ dễ dàng.
Một giải pháp để thay thế việc cày là loại bỏ các mục tiêu do nhà thiết kế định nghĩa, để người chơi tự do làm bất kỳ điều gì họ muốn. Tuy nhiên, điều này dẫn đến một vấn đề mới khi nhiều người chơi bối rối không biết nên làm gì, hoặc thiếu động lực để làm bất kỳ việc gì một cách đáng kể trong thế giới ảo đó.
IGDA Online Games Special Interest Group đề cập rằng việc cày cấp độ (level treadmill) là một yếu tố gây nghiện trong các trò chơi nhập vai hoặc MMORPG hướng đến những người chơi hơn 25 giờ mỗi tuần.